# Мушо, Огюст
Огюст (Огюстен) Мушо (фр. Augustin Mouchot, 7 апреля 1825, Семюр-ан-Осуа — 4 октября 1912, Париж) — французский изобретатель, снискавший известность благодаря своей работе над двигателями, работающими на преобразованной солнечной энергии. Одним из первых создал устройство, преобразующее солнечную энергию в механическую.

## Ранние годы
Мушо родился в Семюр-ан-Осуа, во Франции, 7 апреля 1825 года. Свою карьеру он начал как учитель математики для младших классов в школах Морвана (1845—1849), а позже Дижона. В 1852 году он получил ученую степень по математике, а в 1853 — степень бакалавра по физике. После этого он преподавал математику в средних классах школ в Алансоне (1853—1862), Ренне и в Турском лицее (1864—1871). Именно в это время он начал заниматься исследованиями солнечной энергии и добился полного финансирования своих проектов французским правительством.

## Работа с солнечной энергией
Мушо всегда привлекала идеи создания машин, работающих на новом виде энергии. Он был убеждён, что уголь, сделавший возможной промышленную революцию, будет со временем истрачен. Его внимание к солнечной энергии привлекли работы Клода Пулье и Ораса Соссюра, чья солнечная печь стала первым объектом экспериментов Мушо, имевших место в 1860 году.
В 1866 году Мушо создал первый параболический солнечный коллектор. В 1869 им была реализована идея солнечной паровой машины. В 1875 году Огюст представил во Французской академии наук машину, которая в ясный день выдавала примерно 2,3 литра пара в секунду.

### Парижская всемирная выставка

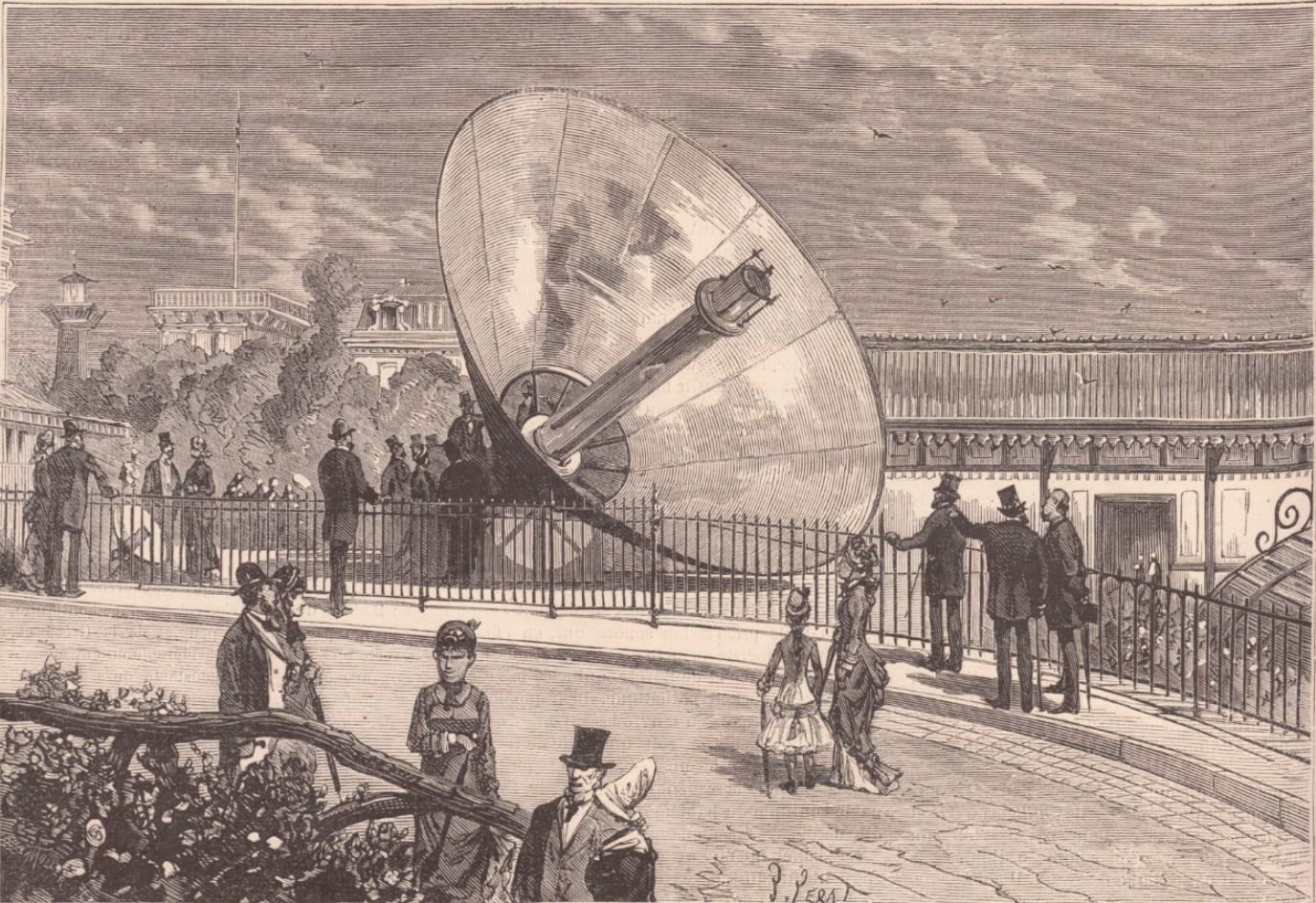
Солнечный генератор Мушо

В 1878 году солнечная машина Мушо завоевала золотую медаль на Парижской всемирной выставке. Принцип работы устройства сводился к следующему: при помощи вогнутых зеркал лучи солнца фокусировались на котле, и выработанный вследствие нагревания пар запускал печатную машину, которая распечатывала до 500 газетных листов в час. Вторым изобретением, продемонстрированным Мушо на Парижской выставке, была морозильная машина, приводимая в действие солнечной энергией — таким образом, публике представлялось превращение воды в лёд с помощью тепла от Солнца.